# Palais d'État (Tanzanie)
Le palais d'État de la Tanzanie, connu sous le nom de Ikulu (du swahili ikulu qui signifie palais), ou de State House en anglais, est la résidence officielle et le lieu de travail principal du président de la république unie de Tanzanie, à Dar es Salam.  
L'enceinte du palais occupe la surface de 13 hectares, et est situé au bord de l'Océan Indien, au 1, boulevard Barack Obama.
Au même emplacement se trouvait le siège de l'administration de l'Afrique orientale allemande, qui a été en grande partie détruit par la Marine britannique le 15 décembre 1914. Un nouveau bâtiment est construit en 1922 sous la direction du premier gouverneur du Territoire du Tangagnyika, Horace Byatt, pour devenir le siège de l'administration britannique, appelé Government House. Une aile sud est ajoutée en 1956, en l'honneur de la visite de la princesse Margaret du Royaume-Uni, et porte toujours aujourd'hui le nom d'aile princesse Margaret. À l'indépendance, le bâtiment est renommé Ikulu ou State House.
Le style architectural mélange les influences africaines et islamiques, avec des murs blancs, des vérandas et des passages couverts. La partie centrale de l'édifice est surmontée d'une tour, au sommet de laquelle flotte le drapeau du président lorsqu'il réside au palais, et comprend la porte principale, surmontée des armoiries de la Tanzanie et flanquée de deux tambours monumentaux. Celle-ci s'ouvre sur un grand hall à colonnes. 
Le palais est décoré d'une collection de présents de chefs d'État ou gouvernements étrangers. Le parc est planté de remarquables arbres provenant de différents pays du monde.  

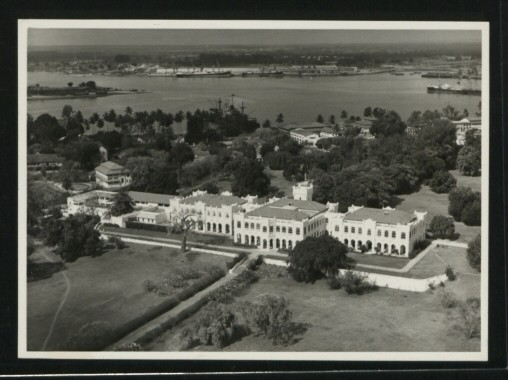
Le palais dans les années 1960.
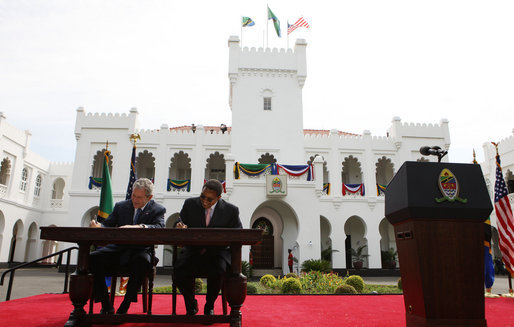
Les présidents George W. Bush et Kikwete au palais.
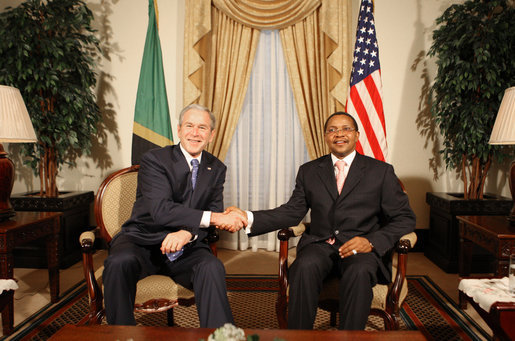
Les présidents George W. Bush et Kikwete au palais.